# قائمة الجوائز والترشيحات التي تلقاها دنزل واشنطن
تشمل القائمة التالية الجوائز والترشيحات التي تلقاها الممثل دنزل واشنطن.

## الجوائز والترشيحات

### جائزة الأوسكار
| السنة                                     | العمل المرشح        | الفئة                           | النتيجة |
| ----------------------------------------- | ------------------- | ------------------------------- | ------- |
| حفل توزيع جوائز الأوسكار الستون           | صرخة الحرية         | جائزة الأوسكار لأفضل ممثل مساعد | رُشِّح     |
| حفل توزيع جوائز الأوسكار الثاني والستون   | المجد (فيلم 1989)   | جائزة الأوسكار لأفضل ممثل مساعد | فوز     |
| حفل توزيع جوائز الأوسكار الخامس والستون   | مالكوم إكس (فيلم)   | جائزة الأوسكار لأفضل ممثل       | رُشِّح     |
| حفل توزيع جوائز الأوسكار الثاني والسبعون  | الإعصار (فيلم 1999) | جائزة الأوسكار لأفضل ممثل       | رُشِّح     |
| حفل توزيع جوائز الأوسكار الرابع والسبعون  | يوم التدريب         | جائزة الأوسكار لأفضل ممثل       | فوز     |
| حفل توزيع جوائز الأوسكار الخامس والثمانون | رحلة طيران (فيلم)   | جائزة الأوسكار لأفضل ممثل       | رُشِّح     |
| حفل توزيع جوائز الأوسكار التاسع والثمانون | أسوار (فيلم)        | جائزة الأوسكار لأفضل ممثل       | رُشِّح     |
| حفل توزيع جوائز الأوسكار التاسع والثمانون | أسوار (فيلم)        | جائزة الأوسكار لأفضل فيلم       | رُشِّح     |

### جوائز بي إي تي
| السنة | العمل المرشّح | الفئة     | النتيجة |
| ----- | ------------ | --------- | ------- |
| 2017  | أسوار        | أفضل ممثل | رُشِّح     |

### جوائز البكرة السوداء
| السنة | العمل المرشّح                | الفئة                      | النتيجة |
| ----- | --------------------------- | -------------------------- | ------- |
| 1999  | الإعصار (فيلم 1999)         | أفضل ممثل                  | فوز     |
| 2000  | تذكر الجبابرة               | أفضل ممثل                  | فوز     |
| 2001  | يوم التدريب                 | أفضل ممثل                  | فوز     |
| 2002  | جون كيو                     | أفضل ممثل                  | رُشِّح     |
| 2002  | أنتون فيشر                  | أفضل مخرج                  | فوز     |
| 2002  | أنتون فيشر                  | أفضل ممثل ثانوي            | رُشِّح     |
| 2003  | Out of Time                 | أفضل ممثل                  | رُشِّح     |
| 2006  | إنسايد مان                  | أفضل ممثل                  | رُشِّح     |
| 2012  | رحلة طيران (فيلم)           | أفضل ممثل ‏                 | فوز     |
| 2014  | المعادل (فيلم)              | أفضل ممثل ‏                 | رُشِّح     |
| 2016  | أسوار (فيلم)                | جائزة بلاك ريل لأفضل مخرج ‏ | رُشِّح     |
| 2016  | أسوار (فيلم)                | أفضل ممثل ‏                 | فوز     |
| 2016  | السبعة الرائعون (فيلم 2016) | أفضل ممثل ‏                 | رُشِّح     |

### جائزة الغولدن غلوب
| السنة | العمل المرشّح            | الفئة                                    | النتيجة |
| ----- | ----------------------- | ---------------------------------------- | ------- |
| 1987  | Cry Freedom             | جائزة غولدن غلوب لأفضل ممثل - فيلم دراما | رُشِّح     |
| 1989  | Glory                   | جائزة غولدن غلوب لأفضل ممثل مساعد - فيلم | فوز     |
| 1992  | مالكوم إكس (فيلم)       | جائزة غولدن غلوب لأفضل ممثل - فيلم دراما | رُشِّح     |
| 1999  | الإعصار                 | جائزة غولدن غلوب لأفضل ممثل - فيلم دراما | فوز     |
| 2001  | يوم التدريب             | جائزة غولدن غلوب لأفضل ممثل - فيلم دراما | رُشِّح     |
| 2007  | رجل عصابة أمريكي (فيلم) | جائزة غولدن غلوب لأفضل ممثل - فيلم دراما | رُشِّح     |
| 2012  | رحلة طيران (فيلم)       | جائزة غولدن غلوب لأفضل ممثل - فيلم دراما | رُشِّح     |
| 2016  | —                       | جائزة سيسيل بي دوميل (غولدن غلوب)        | فوز     |
| 2017  | أسوار (فيلم)            | جائزة غولدن غلوب لأفضل ممثل - فيلم دراما | رُشِّح     |

### جوائز إم تي في للأفلام
| السنة | العمل المرشّح            | الفئة                                                       | النتيجة |
| ----- | ----------------------- | ----------------------------------------------------------- | ------- |
| 1992  | مالكوم إكس (فيلم)       | جائزة إم تي في للأفلام لأفضل أداء                           | فوز     |
| 1993  | The Pelican Brief       | Most Desirable Male                                         | رُشِّح     |
| 1993  | فيلادلفيا (فيلم)        | جائزة إم تي في لأفضل ثنائي على الشاشة shared with توم هانكس | رُشِّح     |
| 1995  | Crimson Tide            | جائزة إم تي في للأفلام لأفضل أداء                           | رُشِّح     |
| 2001  | يوم التدريب             | جائزة إم تي في لأفضل شرير                                   | فوز     |
| 2007  | رجل عصابة أمريكي (فيلم) | جائزة إم تي في للأفلام لأفضل أداء                           | رُشِّح     |
| 2007  | American Gangster       | جائزة إم تي في لأفضل شرير                                   | رُشِّح     |
| 2012  | رحلة طيران (فيلم)       | Best WTF Moment                                             | رُشِّح     |

### جوائز الجمعية الوطنية للنهوض بالملونين
| السنة | العمل المرشّح        | الفئة                                                                 | النتيجة |
| ----- | ------------------- | --------------------------------------------------------------------- | ------- |
| 1986  | السلطة (فيلم 1986)  | Outstanding Supporting Actor in a Motion Picture                      | فوز     |
| 1987  | Cry Freedom         | جائزة الجمعية الوطنية الأمريكية لإنجازات الملونين لأفضل ممثل سينمائي ‏ | فوز     |
| 1989  | Glory               | Outstanding Supporting Actor in a Motion Picture                      | فوز     |
| 1992  | Mississippi Masala  | جائزة الجمعية الوطنية الأمريكية لإنجازات الملونين لأفضل ممثل سينمائي ‏ | فوز     |
| 1992  | مالكوم إكس (فيلم)   | جائزة الجمعية الوطنية الأمريكية لإنجازات الملونين لأفضل ممثل سينمائي ‏ | فوز     |
| 1995  | مد قرمزي            | جائزة الجمعية الوطنية الأمريكية لإنجازات الملونين لأفضل ممثل سينمائي ‏ | فوز     |
| 1996  | الشجاعة تحت النار   | جائزة الجمعية الوطنية الأمريكية لإنجازات الملونين لأفضل ممثل سينمائي ‏ | فوز     |
| 1997  | —                   | Entertainer of the Year                                               | فوز     |
| 1998  | He Got Game         | جائزة الجمعية الوطنية الأمريكية لإنجازات الملونين لأفضل ممثل سينمائي ‏ | رُشِّح     |
| 1999  | الإعصار (فيلم 1999) | جائزة الجمعية الوطنية الأمريكية لإنجازات الملونين لأفضل ممثل سينمائي ‏ | فوز     |
| 2000  | تذكر الجبابرة       | جائزة الجمعية الوطنية الأمريكية لإنجازات الملونين لأفضل ممثل سينمائي ‏ | فوز     |
| 2001  | يوم التدريب         | جائزة الجمعية الوطنية الأمريكية لإنجازات الملونين لأفضل ممثل سينمائي ‏ | فوز     |
| 2002  | John Q              | جائزة الجمعية الوطنية الأمريكية لإنجازات الملونين لأفضل ممثل سينمائي ‏ | فوز     |
| 2002  | Antwone Fisher      | Outstanding Supporting Actor in a Motion Picture                      | فوز     |
| 2003  | Out of Time         | جائزة الجمعية الوطنية الأمريكية لإنجازات الملونين لأفضل ممثل سينمائي ‏ | رُشِّح     |
| 2004  | رجل على النار       | جائزة الجمعية الوطنية الأمريكية لإنجازات الملونين لأفضل ممثل سينمائي ‏ | رُشِّح     |
| 2006  | إنسايد مان          | جائزة الجمعية الوطنية الأمريكية لإنجازات الملونين لأفضل ممثل سينمائي ‏ | رُشِّح     |
| 2007  | The Great Debaters  | جائزة الجمعية الوطنية الأمريكية لإنجازات الملونين لأفضل ممثل سينمائي ‏ | فوز     |
| 2007  | The Great Debaters  | Outstanding Director                                                  | رُشِّح     |
| 2010  | The Book of Eli     | جائزة الجمعية الوطنية الأمريكية لإنجازات الملونين لأفضل ممثل سينمائي ‏ | فوز     |
| 2012  | رحلة طيران (فيلم)   | جائزة الجمعية الوطنية الأمريكية لإنجازات الملونين لأفضل ممثل سينمائي ‏ | فوز     |
| 2014  | المعادل (فيلم)      | جائزة الجمعية الوطنية الأمريكية لإنجازات الملونين لأفضل ممثل سينمائي ‏ | رُشِّح     |
| 2016  | أسوار (فيلم)        | جائزة الجمعية الوطنية الأمريكية لإنجازات الملونين لأفضل ممثل سينمائي ‏ | فوز     |

### جائزة ساتيلايت
| السنة | العمل المرشّح            | الفئة                                      | النتيجة |
| ----- | ----------------------- | ------------------------------------------ | ------- |
| 1999  | الإعصار (فيلم 1999)     | جائزة ساتلايت لأفضل ممثل - فيلم درامي حركي | رُشِّح     |
| 2000  | تذكر الجبابرة           | جائزة ساتلايت لأفضل ممثل - فيلم درامي حركي | رُشِّح     |
| 2001  | يوم التدريب             | جائزة ساتلايت لأفضل ممثل - فيلم درامي حركي | رُشِّح     |
| 2002  | أنتون فيشر              | جائزة ساتلايت لأفضل مخرج                   | رُشِّح     |
| 2007  | رجل عصابة أمريكي (فيلم) | جائزة ساتلايت لأفضل ممثل - فيلم درامي حركي | رُشِّح     |
| 2012  | رحلة طيران (فيلم)       | جائزة ساتلايت لأفضل ممثل - فيلم درامي حركي | رُشِّح     |
| 2016  | أسوار (فيلم)            | رُشِّح                                        |         |
| 2016  | أسوار (فيلم)            | جائزة ساتلايت لأفضل مخرج                   | رُشِّح     |

### جائزة نقابة ممثلي الشاشة
| السنة | العمل المرشّح            | الفئة                                                                  | النتيجة |
| ----- | ----------------------- | ---------------------------------------------------------------------- | ------- |
| 1999  | الإعصار (فيلم 1999)     | جائزة نقابة ممثلي الشاشة للأداء المتميز لممثل في دور رئيسي ‏            | رُشِّح     |
| 2001  | يوم التدريب             | جائزة نقابة ممثلي الشاشة للأداء المتميز لممثل في دور رئيسي ‏            | رُشِّح     |
| 2007  | رجل عصابة أمريكي (فيلم) | جائزة نقابة ممثلي الشاشة عن الأداء المتميز من قبل الممثلين في السينما ‏ | رُشِّح     |
| 2012  | رحلة طيران (فيلم)       | جائزة نقابة ممثلي الشاشة للأداء المتميز لممثل في دور رئيسي ‏            | رُشِّح     |
| 2016  | أسوار (فيلم)            | جائزة نقابة ممثلي الشاشة للأداء المتميز لممثل في دور رئيسي ‏            | فوز     |
| 2016  | أسوار (فيلم)            | جائزة نقابة ممثلي الشاشة عن الأداء المتميز من قبل الممثلين في السينما ‏ | رُشِّح     |

### جائزة توني
| السنة | العمل المرشّح | الفئة                            | النتيجة |
| ----- | ------------ | -------------------------------- | ------- |
| 2010  | Fences       | جائزة توني لأفضل ممثل في مسرحية ‏ | فوز     |

### جوائز النقد السينمائي
| السنة | العمل المرشّح        | الفئة                                                              | النتيجة |
| ----- | ------------------- | ------------------------------------------------------------------ | ------- |
| 1989  | المجد (فيلم 1989)   | جائزة دائرة نقاد مدينة كنساس السينمائيين لأفضل ممثل مساعد          | فوز     |
| 1989  | المجد (فيلم 1989)   | جائزة جمعية شيكاغو لنقاد السينما لأفضل ممثل مساعد                  | رُشِّح     |
| 1989  | المجد (فيلم 1989)   | جائزة الجمعية الوطنية للنقاد السينمائيين لأفضل ممثل مساعد ‏         | رُشِّح     |
| 1989  | المجد (فيلم 1989)   | جائزة دائرة نقاد نيويورك السينمائيين لأفضل ممثل مساعد              | رُشِّح     |
| 1992  | مالكوم إكس (فيلم)   | جائزة جمعية بوسطن للنقاد السينمائيين لأفضل ممثل                    | فوز     |
| 1992  | مالكوم إكس (فيلم)   | جائزة جمعية شيكاغو لنقاد السينما لأفضل ممثل ‏                       | فوز     |
| 1992  | مالكوم إكس (فيلم)   | Dallas-Fort Worth Film Critics Association Award for Best Actor    | فوز     |
| 1992  | مالكوم إكس (فيلم)   | Kansas City Film Critics Circle Award for Best Actor               | فوز     |
| 1992  | مالكوم إكس (فيلم)   | جائزة دائرة نقاد الأفلام بنيويورك لأفضل ممثل ‏                      | فوز     |
| 1992  | مالكوم إكس (فيلم)   | جائزة جمعية الشرقي الجنوبي لنقاد السينما لأفضل ممثل                | فوز     |
| 1995  | الشيطان بثوب أزرق ‏  | جائزة جمعية شيكاغو لنقاد السينما لأفضل ممثل ‏                       | رُشِّح     |
| 1996  | الشجاعة تحت النار   | جائزة جمعية الشرقي الجنوبي لنقاد السينما لأفضل ممثل                | فوز     |
| 1996  | الشجاعة تحت النار   | جائزة جمعية شيكاغو لنقاد السينما لأفضل ممثل ‏                       | رُشِّح     |
| 1999  | الإعصار (فيلم 1999) | جائزة جمعية شيكاغو لنقاد السينما لأفضل ممثل ‏                       | رُشِّح     |
| 2001  | يوم التدريب         | جائزة جمعية بوسطن للنقاد السينمائيين لأفضل ممثل                    | فوز     |
| 2001  | يوم التدريب         | جائزة دائرة مدينة كنساس للنقاد السينمائيين لأفضل ممثل              | فوز     |
| 2001  | يوم التدريب         | جائزة جمعية نقاد السينما في لوس انجلوس لأفضل ممثل ‏                 | فوز     |
| 2001  | يوم التدريب         | جائزة جمعية شيكاغو لنقاد السينما لأفضل ممثل ‏                       | رُشِّح     |
| 2001  | يوم التدريب         | جائزة جمعية قلعة دالاس للنقاد السينمائيين لأفضل ممثل               | رُشِّح     |
| 2001  | يوم التدريب         | جائزة دائرة نقاد الأفلام بنيويورك لأفضل ممثل ‏                      | رُشِّح     |
| 2001  | يوم التدريب         | جائزة جمعية النقاد السينمائيين من خلال الإنترنت لأفضل ممثل.        | رُشِّح     |
| 2002  | أنتون فيشر          | جائزة اختيار النقاد للأفلام for Freedom Award                      | فوز     |
| 2002  | أنتون فيشر          | جوائز جمعية منطقة واشنطن دي سي للنقاد السينمائيين 2002 لأفضل مخرج  | فوز     |
| 2002  | أنتون فيشر          | جائزة جمعية فينكس للنقاد السينمائيين لأفضل مخرج                    | رُشِّح     |
| 2012  | رحلة طيران (فيلم)   | African-American Film Critics Association Award for Best Actor     | فوز     |
| 2012  | رحلة طيران (فيلم)   | جمعية هيوستن لنقاد السينما                                         | رُشِّح     |
| 2012  | رحلة طيران (فيلم)   | Online Film Critics Society Award for Best Actor                   | رُشِّح     |
| 2012  | رحلة طيران (فيلم)   | St. Louis Gateway Film Critics Association Award for Best Actor    | رُشِّح     |
| 2012  | رحلة طيران (فيلم)   | جائزة اختيار النقاد للأفلام لأفضل ممثل                             | رُشِّح     |
| 2012  | رحلة طيران (فيلم)   | جائزة جمعية شيكاغو لنقاد السينما لأفضل ممثل ‏                       | رُشِّح     |
| 2012  | رحلة طيران (فيلم)   | Dallas-Fort Worth Film Critics Association Award for Best Actor    | رُشِّح     |
| 2012  | رحلة طيران (فيلم)   | Washington D.C. Area Film Critics Association Award for Best Actor | رُشِّح     |
| 2016  | أسوار (فيلم)        | جمعية نقاد السينما الأمريكية الأفريقية                             | فوز     |
| 2016  | أسوار (فيلم)        | Black Film Critics Circle Award for Best Actor                     | فوز     |
| 2016  | أسوار (فيلم)        | Central Ohio Film Critics Association Award for Best Actor         | فوز     |
| 2016  | أسوار (فيلم)        | San Francisco Film Critics Circle Award for Best Actor             | فوز     |
| 2016  | أسوار (فيلم)        | جائزة جمعية شيكاغو لنقاد السينما لأفضل ممثل ‏                       | رُشِّح     |
| 2016  | أسوار (فيلم)        | Critics' Choice Movie Award for Best Director                      | رُشِّح     |
| 2016  | أسوار (فيلم)        | جائزة اختيار النقاد للأفلام لأفضل ممثل                             | رُشِّح     |
| 2016  | أسوار (فيلم)        | جائزة اختيار النقاد للأفلام عن فئة أفضل طاقم تمثيلي ‏               | رُشِّح     |
| 2016  | أسوار (فيلم)        | Dallas-Fort Worth Film Critics Association Award for Best Actor    | رُشِّح     |
| 2016  | أسوار (فيلم)        | جمعية هيوستن لنقاد السينما                                         | رُشِّح     |
| 2016  | أسوار (فيلم)        | جائزة الجمعية الوطنية الأمريكية للنقاد السينمائيين لافضل ممثل ‏     | رُشِّح     |
| 2016  | أسوار (فيلم)        | Online Film Critics Society Award for Best Actor                   | رُشِّح     |
| 2016  | أسوار (فيلم)        | Washington D.C. Area Film Critics Association Award for Best Actor | رُشِّح     |

### جوائز منوّعة
| السنة | العمل المرشّح                | الفئة                                                                | النتيجة |
| ----- | --------------------------- | -------------------------------------------------------------------- | ------- |
| 1992  | مالكوم إكس (فيلم)           | جائزة الدب الفضي لأفضل ممثل                                          | فوز     |
| 1995  | —                           | جوائز التفاحة الذهبية لنجم العام                                     | فوز     |
| 1999  | الإعصار (فيلم 1999)         | جائزة الدب الفضي لأفضل ممثل                                          | فوز     |
| 2001  | يوم التدريب                 | American Film Institute Award for Actor of the Year – Male – Movies  | فوز     |
| 2004  | المرشح المنشوري             | جوائز جوبيتر ‏ for Best International Actor                           | رُشِّح     |
| 2007  | —                           | BAFTA Los Angeles Britannia Awards for Excellence in Film            | فوز     |
| 2010  | The Book of Eli             | جائزة زحل لأفضل ممثل                                                 | رُشِّح     |
| 2012  | رحلة طيران (فيلم)           | AARP Annual Movies for Grownups Awards for Best Actor                | فوز     |
| 2012  | رحلة طيران (فيلم)           | جائزة آكتا الدولية لأفضل ممثل ‏                                       | رُشِّح     |
| 2014  | —                           | مهرجان سان سيباستيان السينمائي الدولي for جائزة دونوستيا ‏            | فوز     |
| 2016  | أسوار (فيلم)                | AARP Annual Movies for Grownups Awards for Best Actor                | فوز     |
| 2016  | أسوار (فيلم)                | مهرجان سانتا باربرا السينمائي الدولي ‏ for Maltin Modern Master Award | فوز     |
| 2016  | أسوار (فيلم)                | جائزة آكتا الدولية لأفضل ممثل ‏                                       | رُشِّح     |
| 2016  | السبعة الرائعون (فيلم 2016) | جوائز جوبيتر ‏ for Best International Actor                           | فوز     |